# 笑顔がいちばん!
『笑顔がいちばん!』（えがおがいちばん）は、TBS系列にて1993年10月3日から2004年3月28日まで毎週日曜日の朝に放送された番組である。

## 出演者
- 竹下景子（2000年 - 2004年）ナビゲーター兼ナレーター
- 渡辺篤史：開始から2000年3月までのナレーター

## 主題歌
オープニングテーマ
- 杉山清貴「夏からの手紙」

## 放送時間
- 1993年10月3日 - 2000年3月26日：日曜7:30 - 8:00
- 2000年4月2日 - 2004年3月28日：日曜7:00 - 7:30（「大好き!東京ゲスト10」放送開始により「道浪漫」が7:30に移動してきたため繰り上げ）

## ネット局
- JNN系列28局同時ネット

- 後述するスポンサーがついていたためか、47都道府県でオンエアするため同時ネット以外にJNN以外も含む以下4局で放送
  - 秋田放送（日本テレビ系列）
  - 福井放送（日本テレビ系列・テレビ朝日系列とのクロスネット）
  - 四国放送（日本テレビ系列）
  - サガテレビ（フジテレビ系列）

## 主なスポンサー
いずれも提供読みはあったが、CMは一切流さなかった。番組前期は提供読みが宇野淑子アナウンサーによる「この番組はご覧のスポンサーの提供でお送りします」だった。
- 全国ふるさとづくり推進協議会
- 財団法人地域活性化センター